# Dasychira notodontina
Dasychira notodontina är en fjärilsart som beskrevs av Schultze 1934. Dasychira notodontina ingår i släktet Dasychira och familjen tofsspinnare. Inga underarter finns listade i Catalogue of Life.